# Chamorro (Volk)

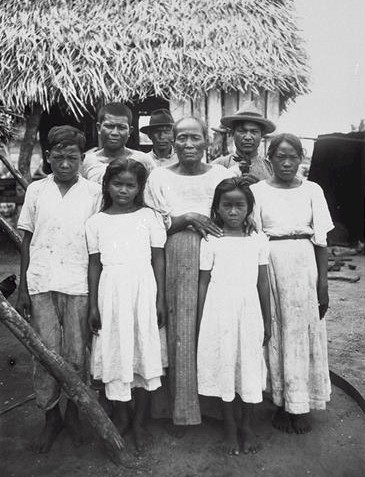
Chamorro-Angehörige (1915)

Das Volk der Chamorro (Selbstbezeichnung Chamoru) ist auf den Marianen beheimatet. Ihre gleichnamige Sprache Chamorro gehört zur austronesischen Sprachfamilie. 

## Geschichte
Um 2000 v. Chr. kamen die Chamorro von den Philippinen. Sie waren erfahrene Seefahrer und hatten eine ausgeprägte Kunstfertigkeit im Weben und Töpfern. Ihre Gesellschaft war in Kasten organisiert, bis europäische Kolonialmächte, vor allem Spanien, die Chamorro unterwarfen. 1698 wurden die Angehörigen des Volks nach Guam gebracht, 1710 lebten dort nur noch ca. 4.000. Die spanische Herrschaft dauerte bis 1898 an und war von zahlreichen teilweise gewaltsamen Missionsversuchen geprägt.
Heute hat das Volk wieder ca. 177.000 Angehörige, die zum größten Teil immer noch auf Guam, den Nördlichen Marianen, aber auch in den Vereinigten Staaten leben. Sie sind überwiegend katholisch.